# Chefchaouen
Chefchaouen, o Chaouen (in arabo شفشاون‎?, Shafshāwan; in berbero ⴰⵛⵛⴰⵡⵏ, Ashawen) è una città del Marocco, capoluogo della provincia omonima, nella regione di Tangeri-Tetouan-Al Hoceima. Da un punto di vista etnico, gli abitanti appartengono alle tribù berbere del Rif, con una minoranza di arabi e altre etnie.

## Etimologia
Il nome è di origine araba e berbera e deriva da "Chef" (in arabo شاف‎?, shāf), una derivazione della parola araba "guardare", e dal termine berbero "Echaouen", che significa "corna" o "palchi" ed è un termine usato per indicare la cima delle montagne. Chefchaouen significa quindi "guarda le corna", riferendosi alle due cime montuose che dominano la zona. Oggigiorno, Chefchaouen è conosciuta come "la Perla Blu" del Marocco, nota per le sue case tradizionali dipinte di blu e bianco. 
La città è anche conosciuta come Šifšāwn, Shifshawn, Chefchaouène, Chaouen, Cefcawen, Chechaouèn, Xauen, Šifšāwan', ChefChef, Chefauen, Chefchauouen, Siad.

## Storia
La città fu fondata nel 1471. La sua popolazione originaria era composta principalmente da esiliati andalusi, tanto musulmani quanto ebrei, ragion per la quale la parte antica della città ha un aspetto molto simile a quella dei paesi andalusi, con piccole vie dal tracciato irregolare. Chefchaouen si adagia su di una piccola valle. La parte più antica della città cresce verso l'alto della montagna, e nel punto più alto si trovano le sorgenti di Ras al-Ma. Il centro della città è la piazza di Uta al-Hamman, dove si trova la fortezza e una moschea con torre di base ottagonale. La città nuova è stata costruita più in basso.
Per molti secoli fu considerata come una città sacra, dove era proibito l'ingresso agli stranieri, permesso solo in tempi molto recenti. Furono le truppe spagnole ad aprire Chefchaouen una volta preso il controllo della zona nord del Marocco per instaurare il loro protettorato. Chefchaouen fu una delle principali basi dell'esercito spagnolo, e in questa città si alzò per l'ultima volta la bandiera spagnola nel 1956.
Numerosi cittadini spagnoli si stabilirono in città nel corso degli anni del protettorato spagnolo. La stragrande maggioranza di questi immigrati era originaria dell'Andalusia, in particolare dalle province di Cadice e di Malaga. Molti di loro erano commercianti o artigiani e vivevano negli stessi quartieri dei marocchini. Nel 1946 gli immigrati spagnoli rappresentavano il 7,5% della popolazione cittadina. La maggior parte della comunità abbandonò la città in seguito all'indipendenza del Marocco, negli anni 1950.
Come in altre città che facevano parte del protettorato spagnolo, gran parte dei suoi abitanti parla la lingua spagnola. Oggigiorno, Chefchaouen è un importante centro turistico.

## Luoghi di interesse
Definita la "città blu" per via della tipica colorazione azzurra delle sue case, la città era considerata una "città santa". Tra i luoghi d'interesse vi sono:
- la medina;
- la piazza Hamman;
- la grande moschea;
- la casba.

## Amministrazione

### Gemellaggi
- Casamassima, dal 2019

## Galleria d'immagini

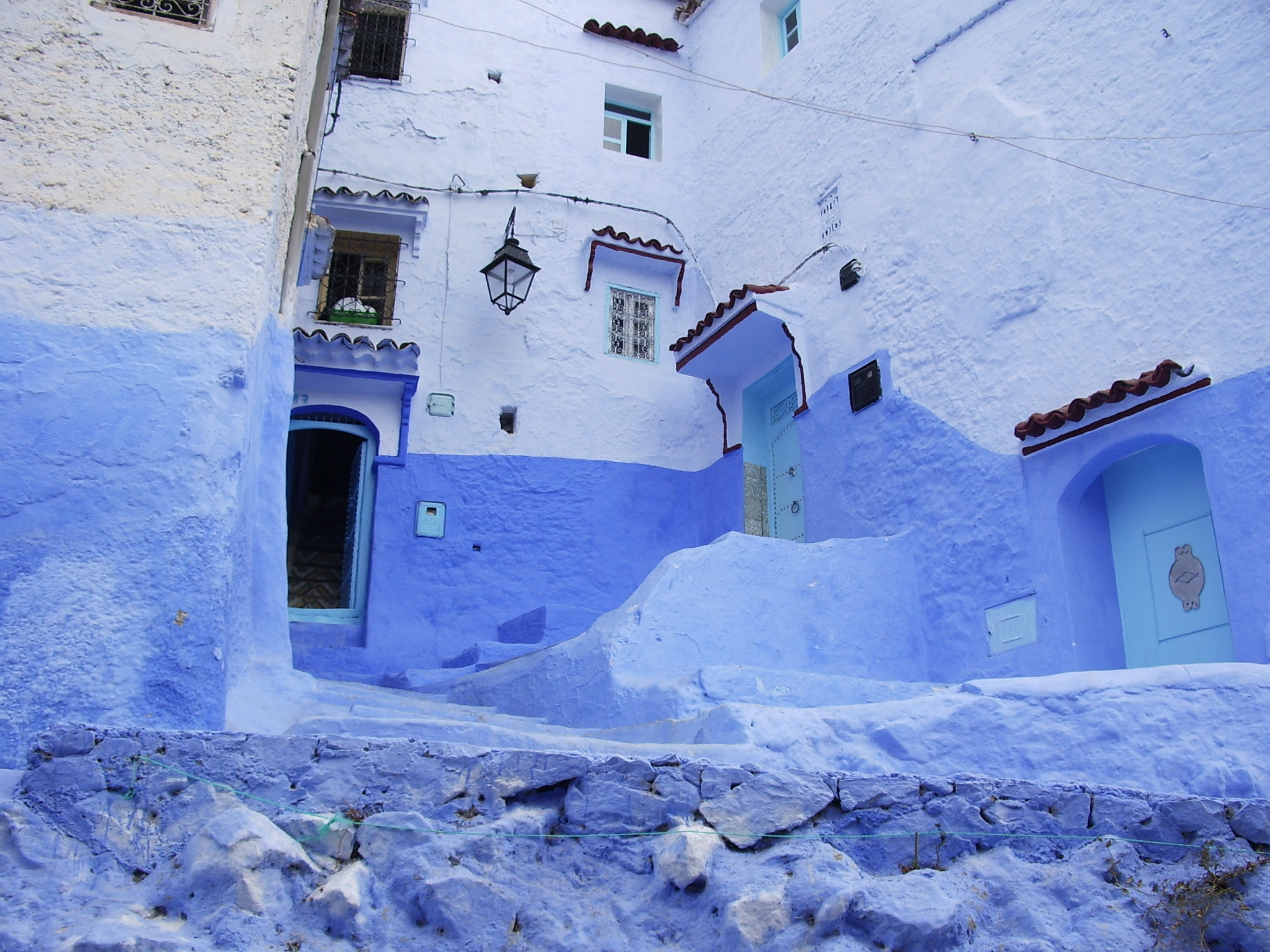
Case della medina (città vecchia).
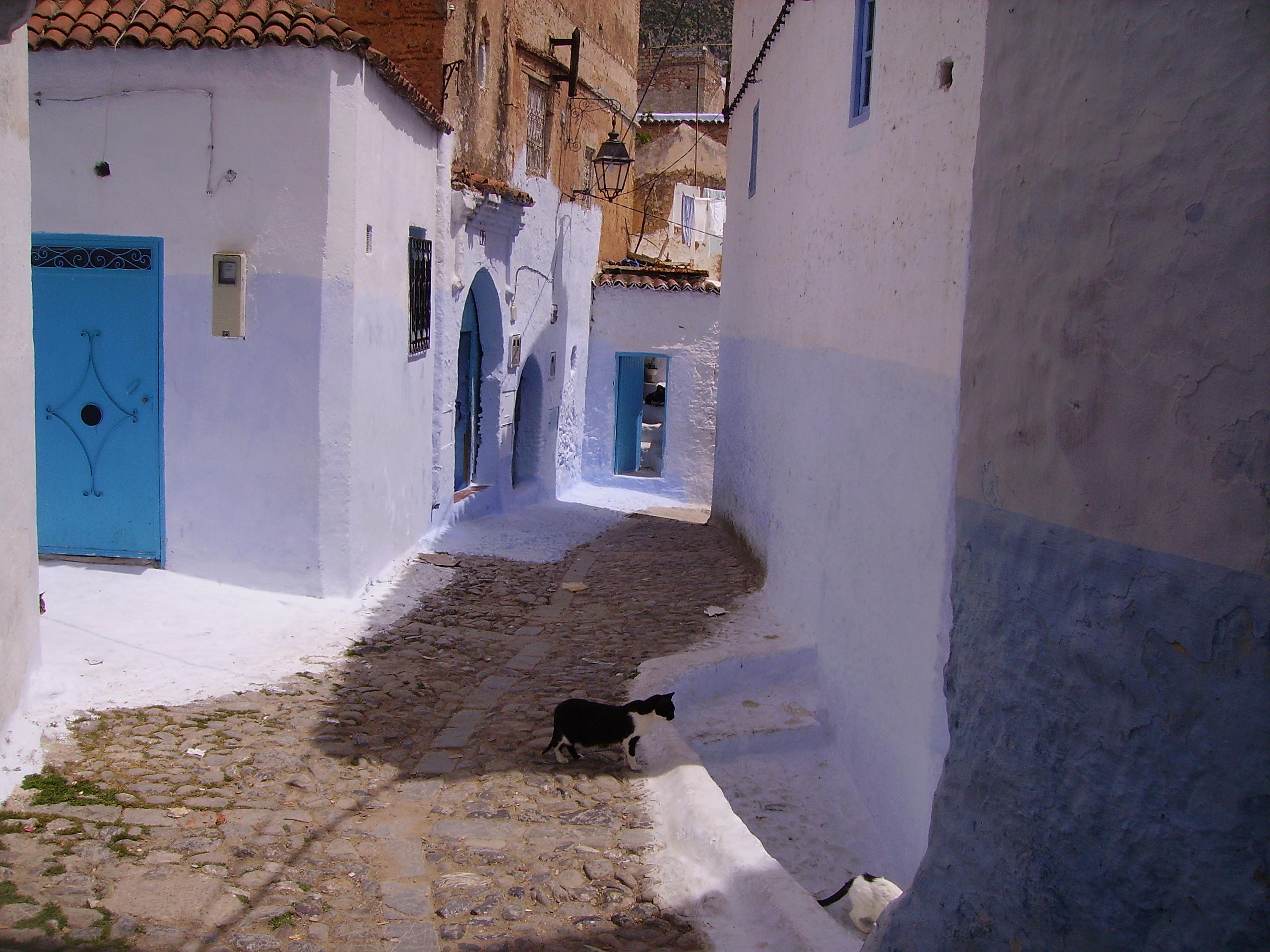
Scorcio della medina (città vecchia).
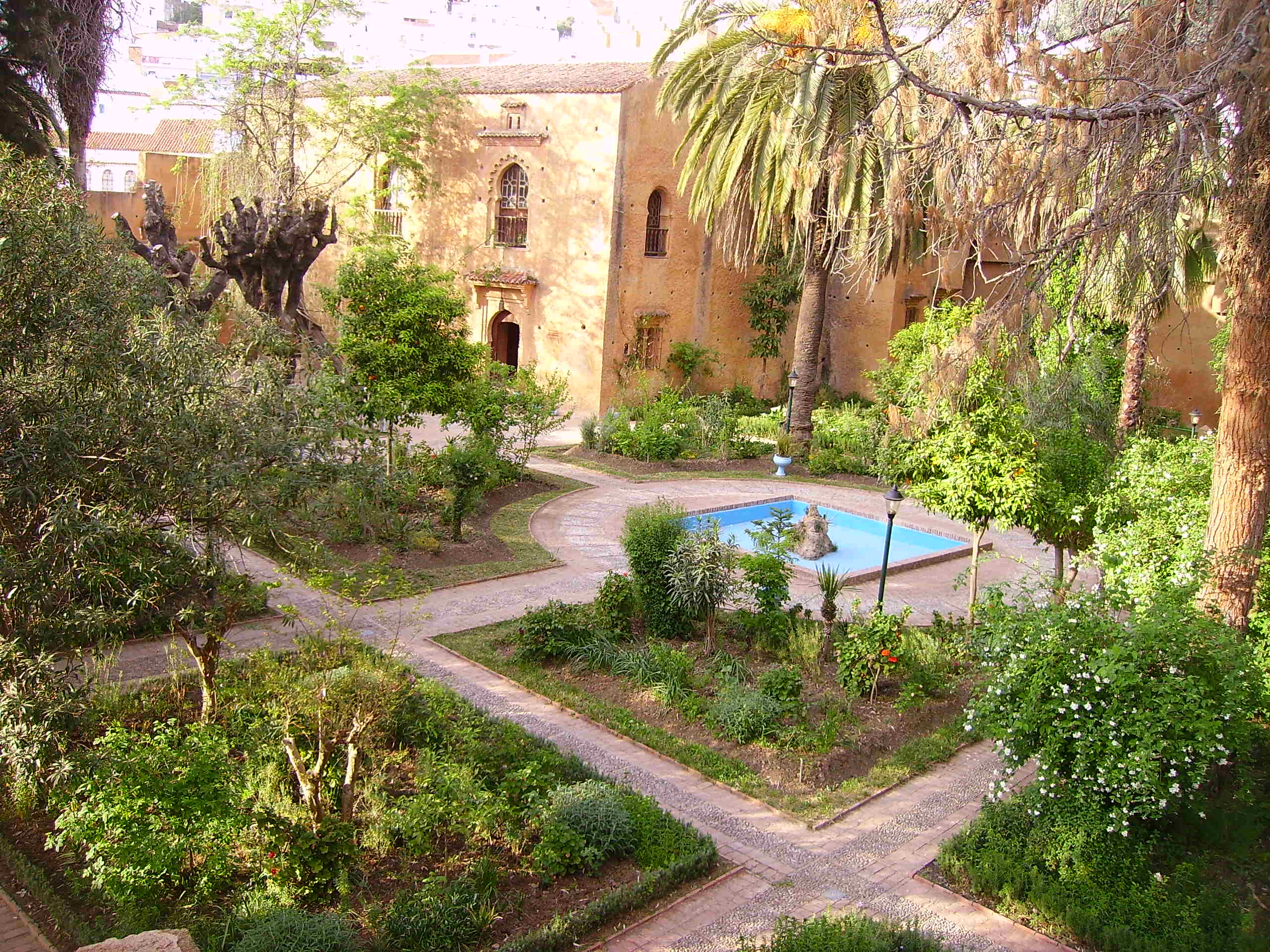
Giardini all'interno della kasbah.
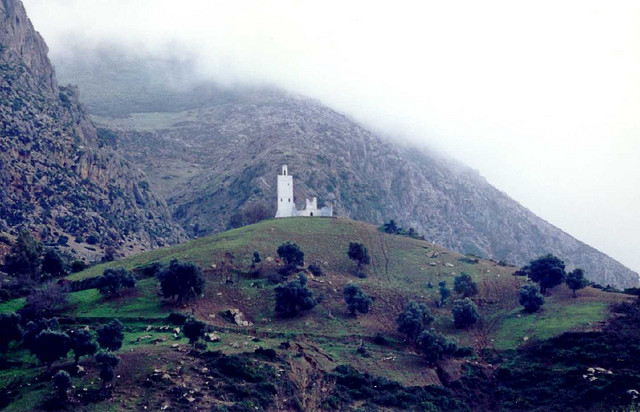
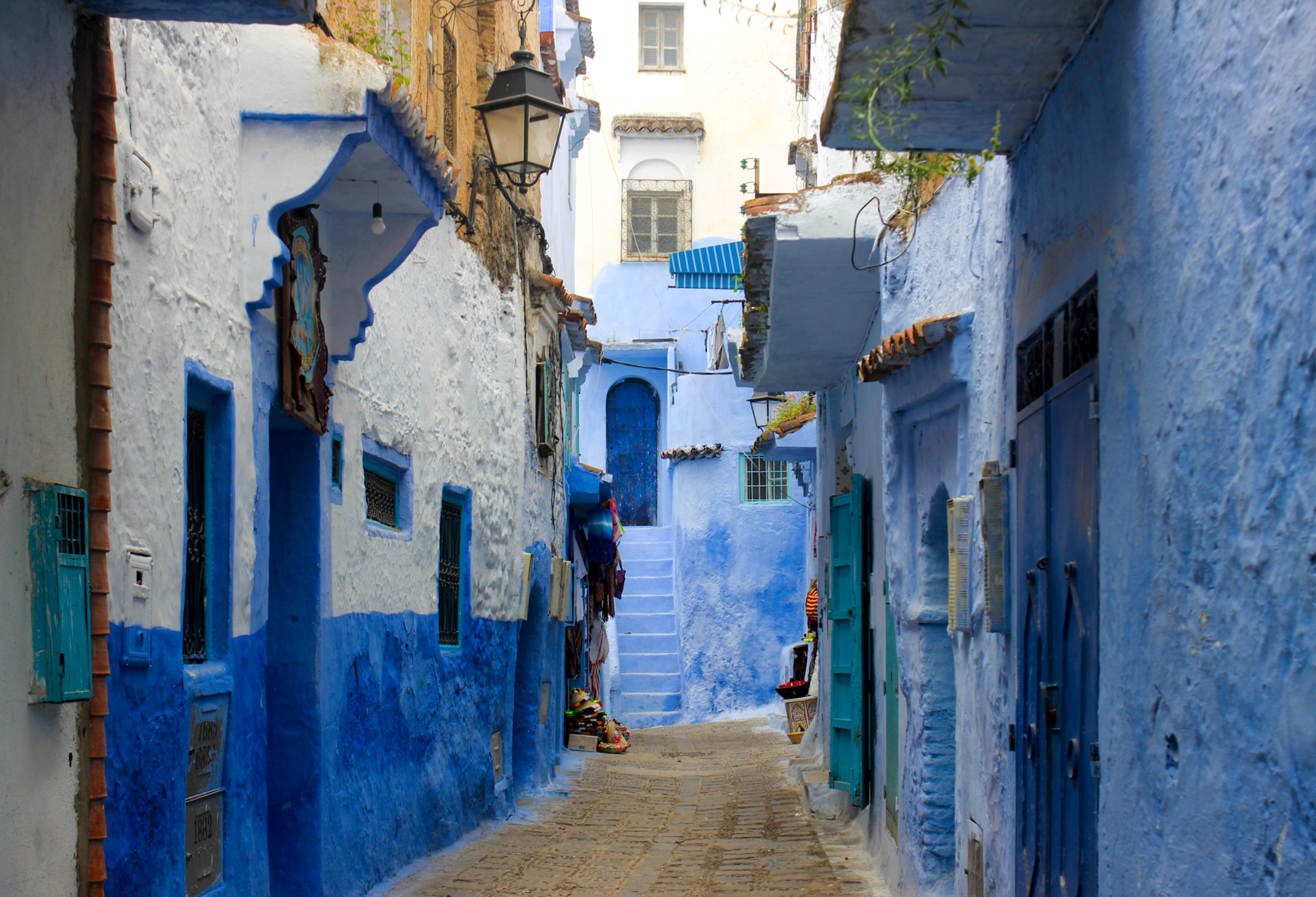
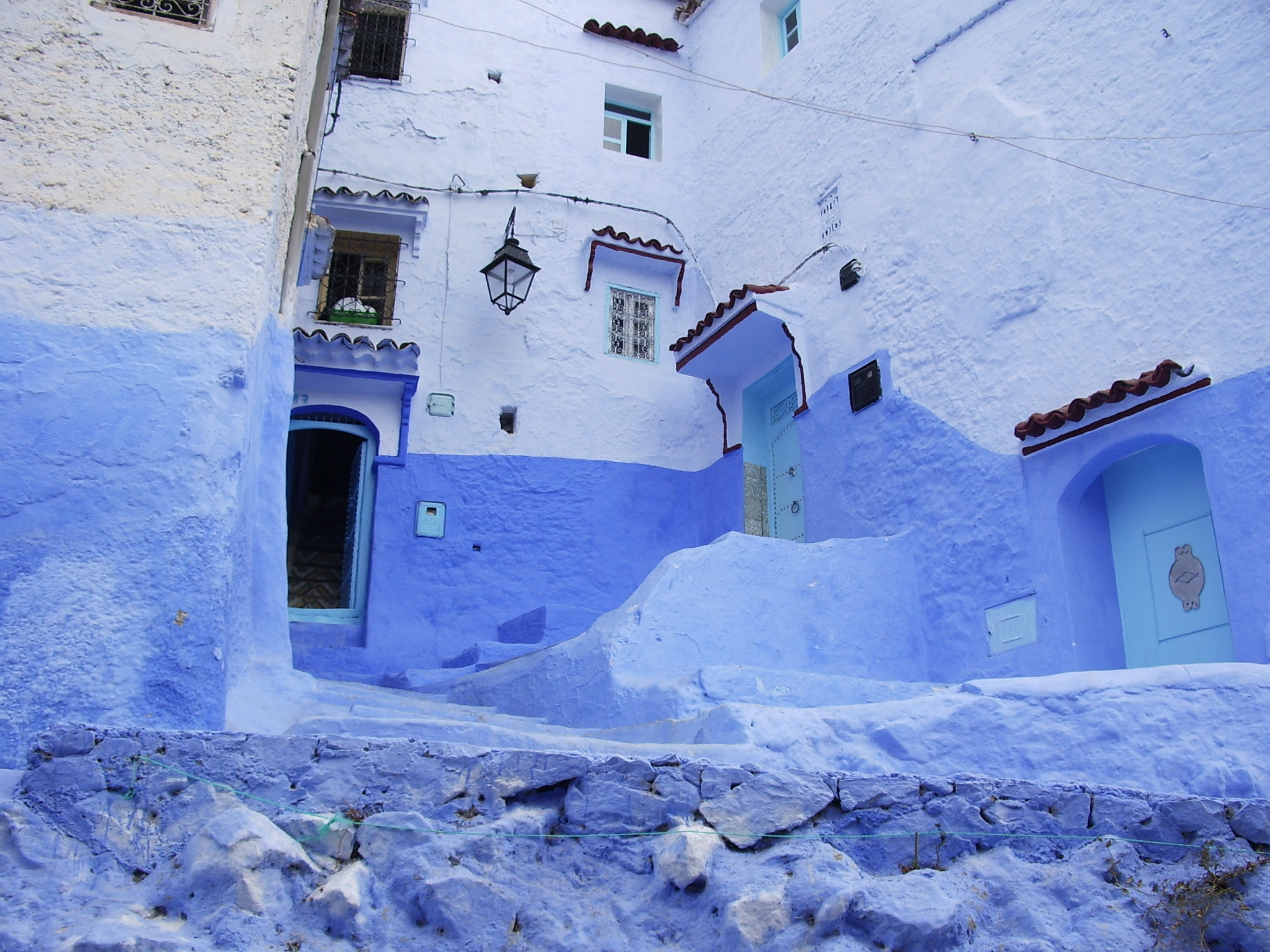
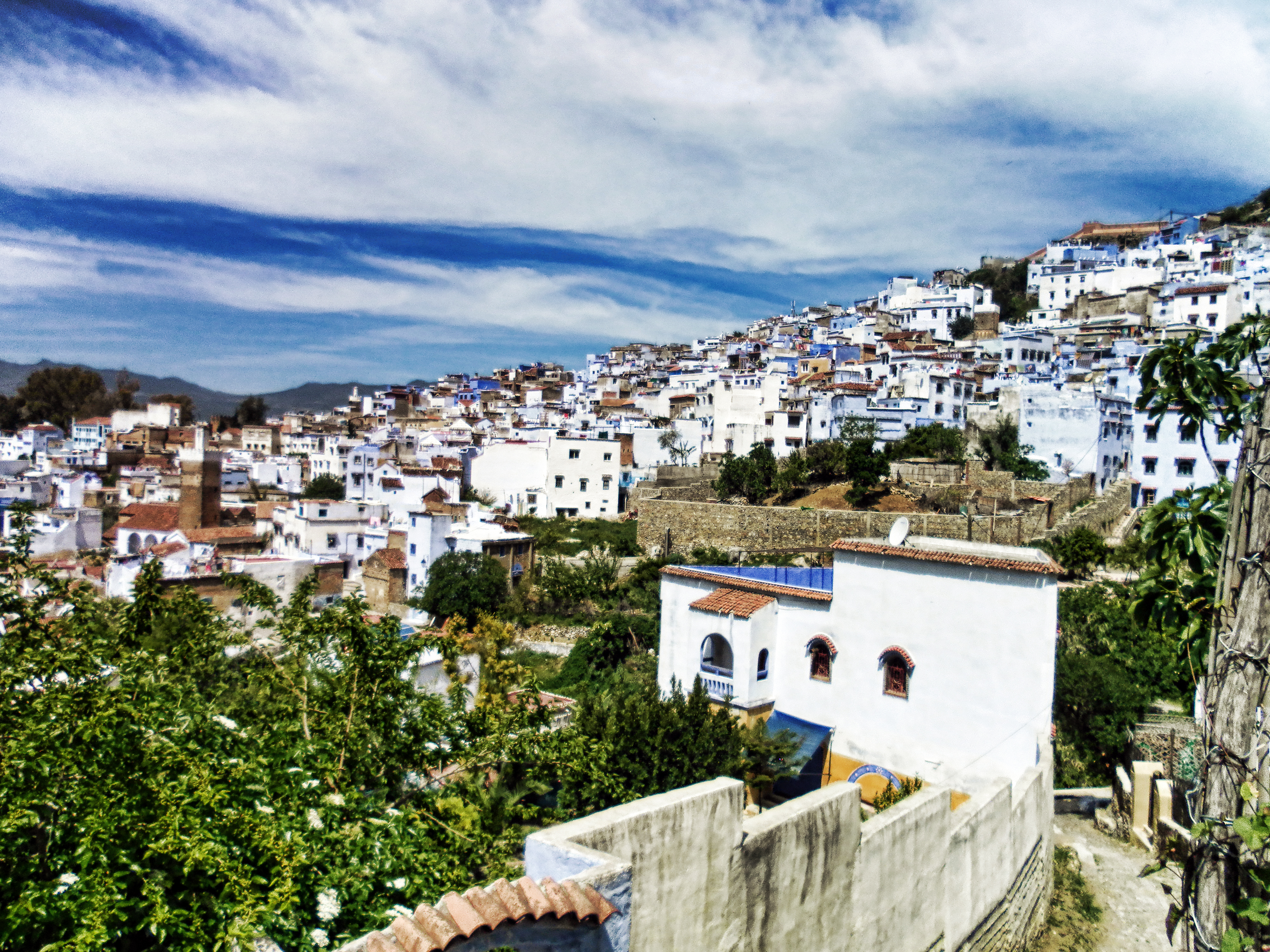
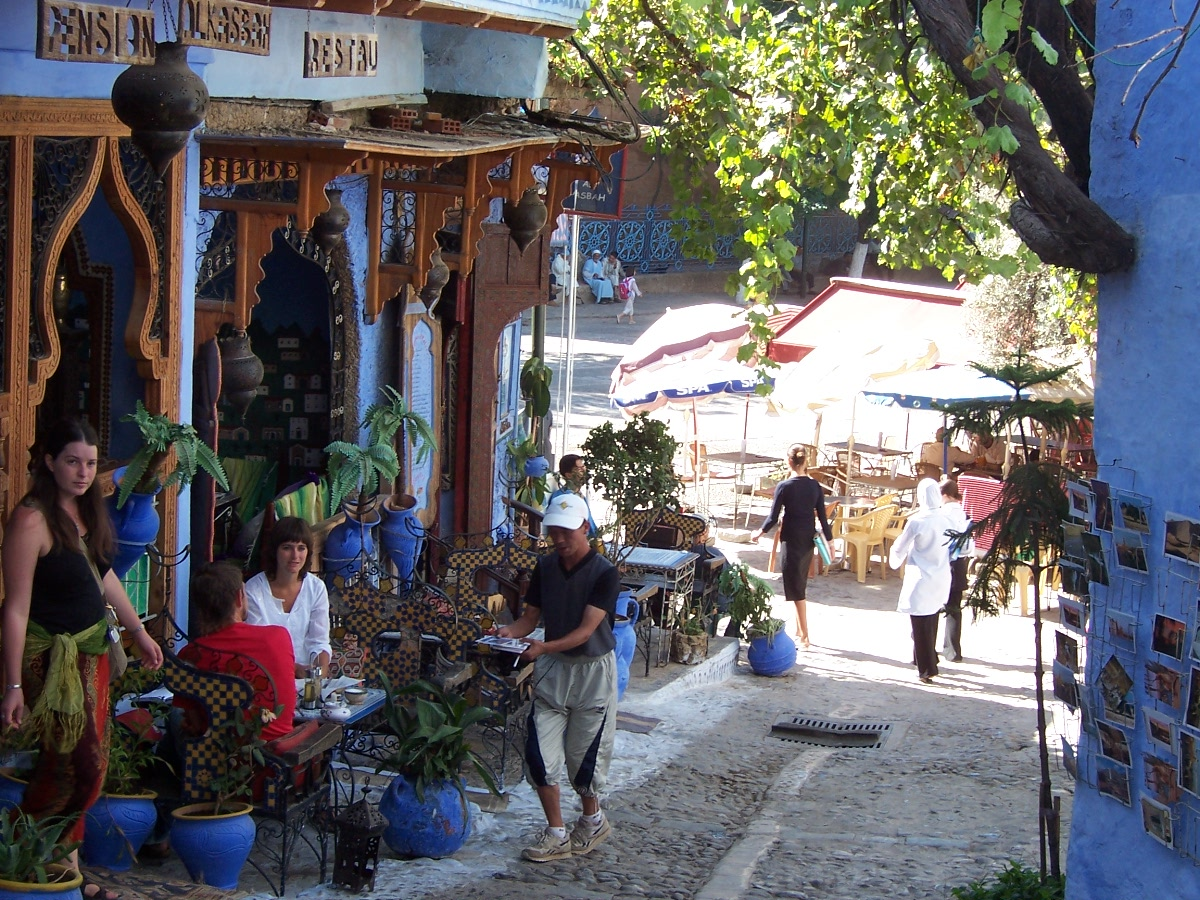
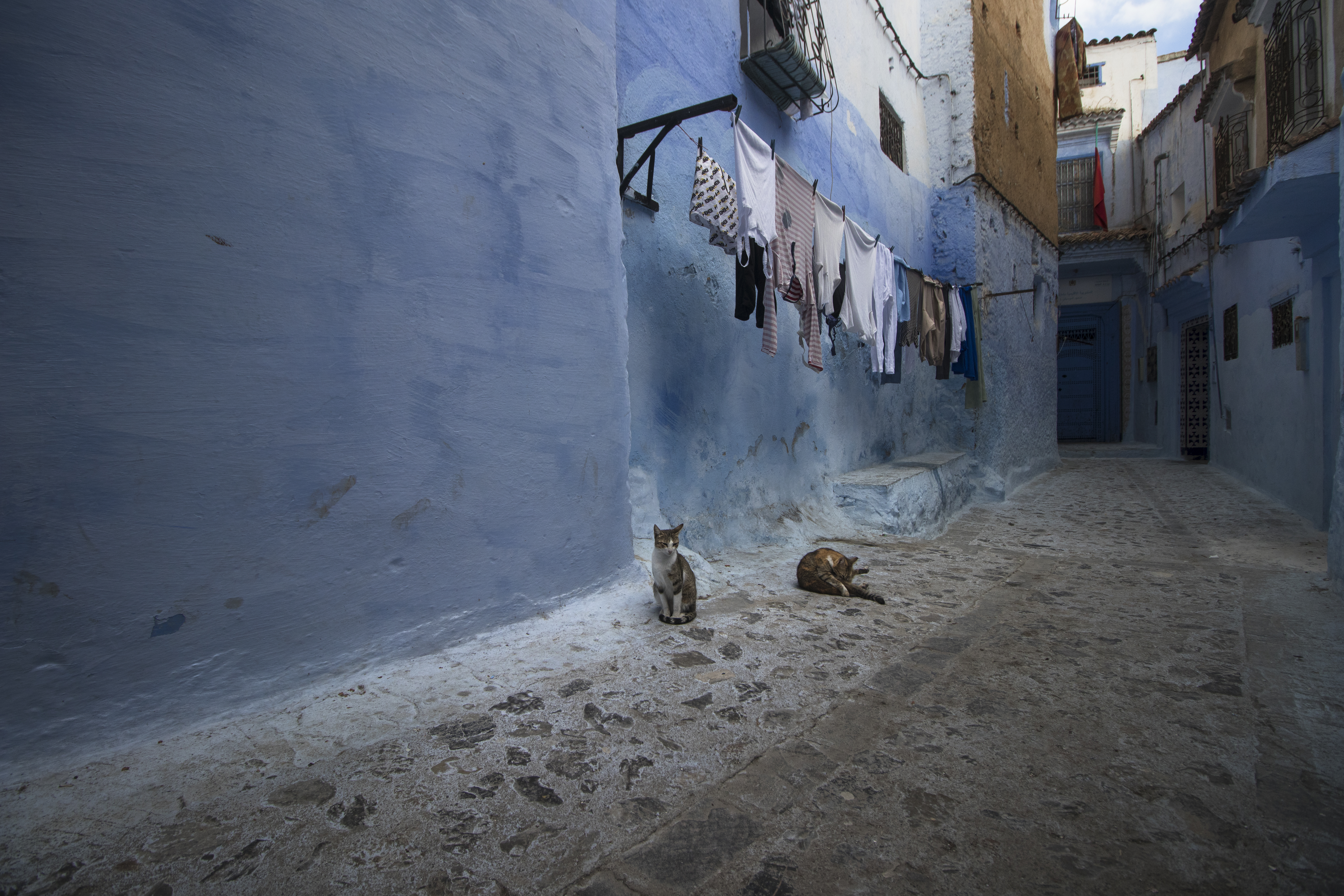
Cats on the street in the city of Chefchaouen
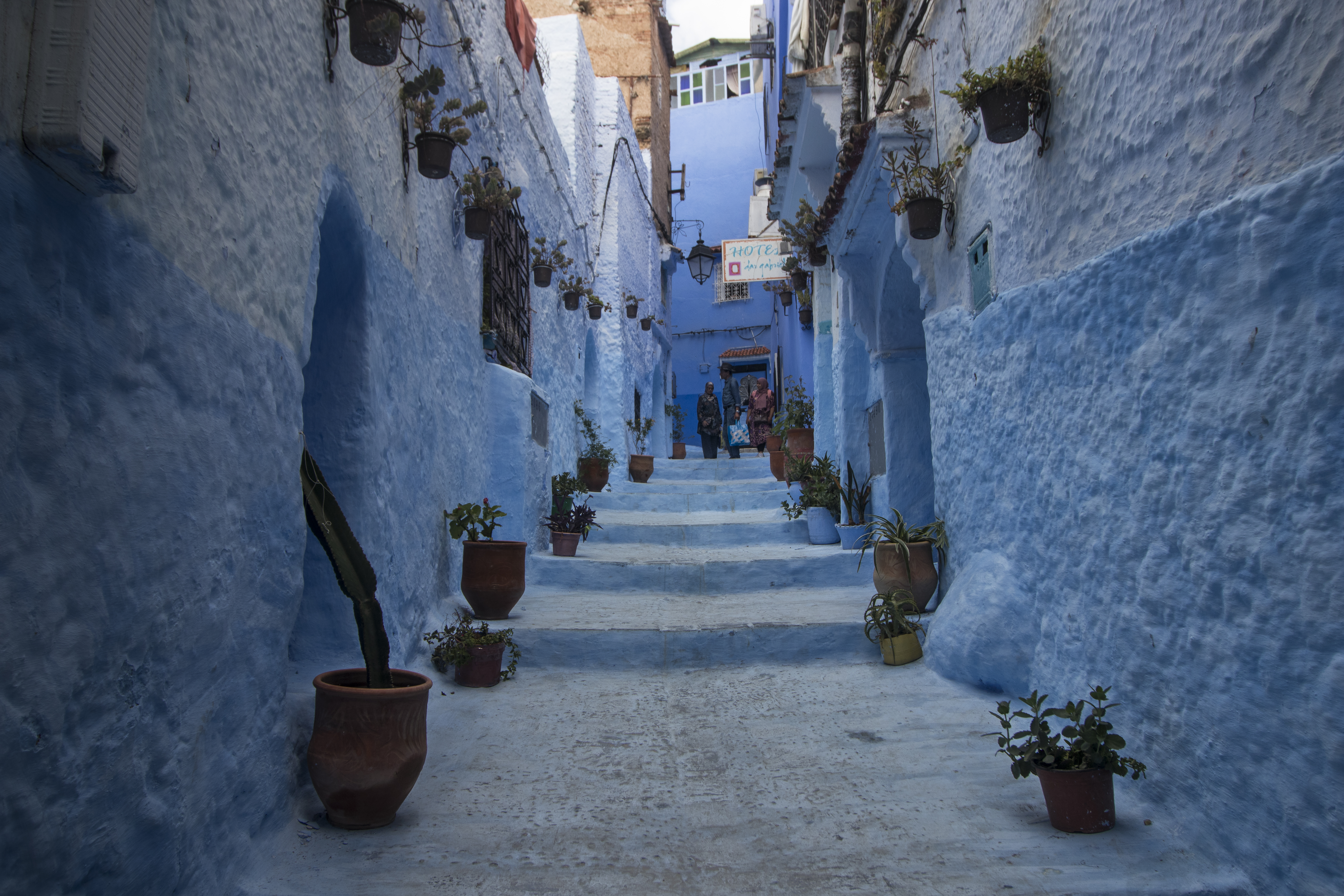
Street in the city of Chefchaouen
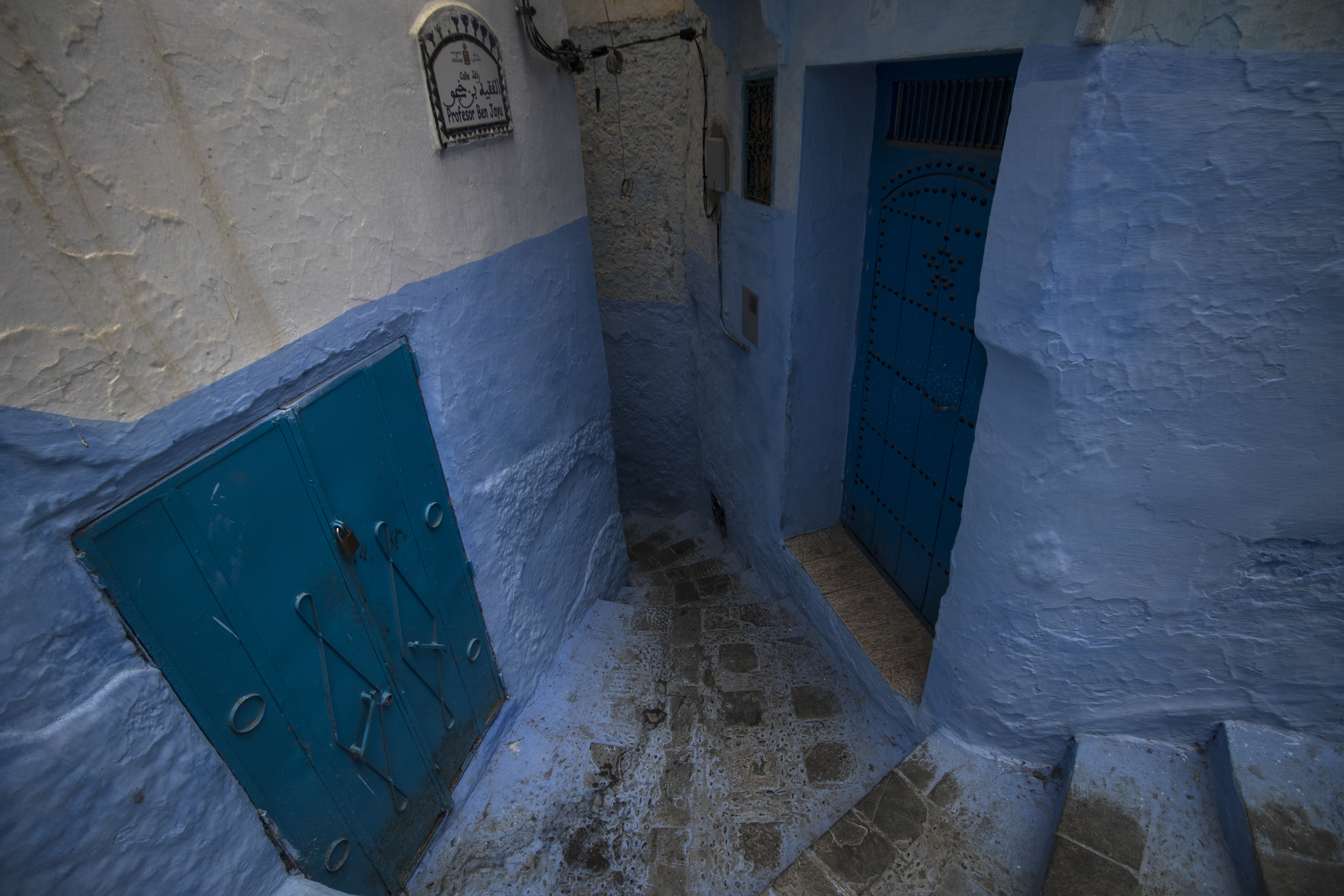
Alley of the city of Chefchaouen
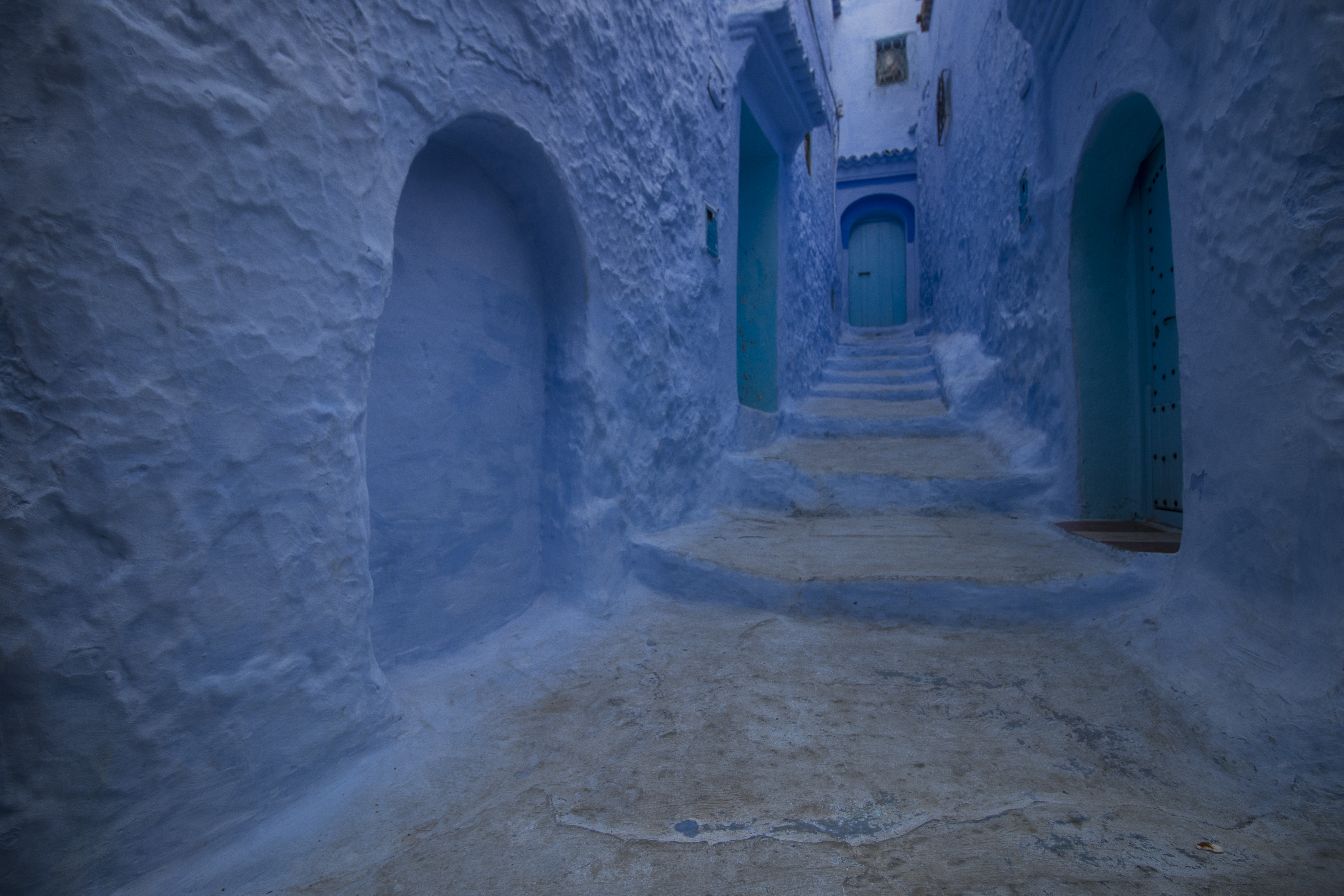
Marocco-19000A1000-C-1005109
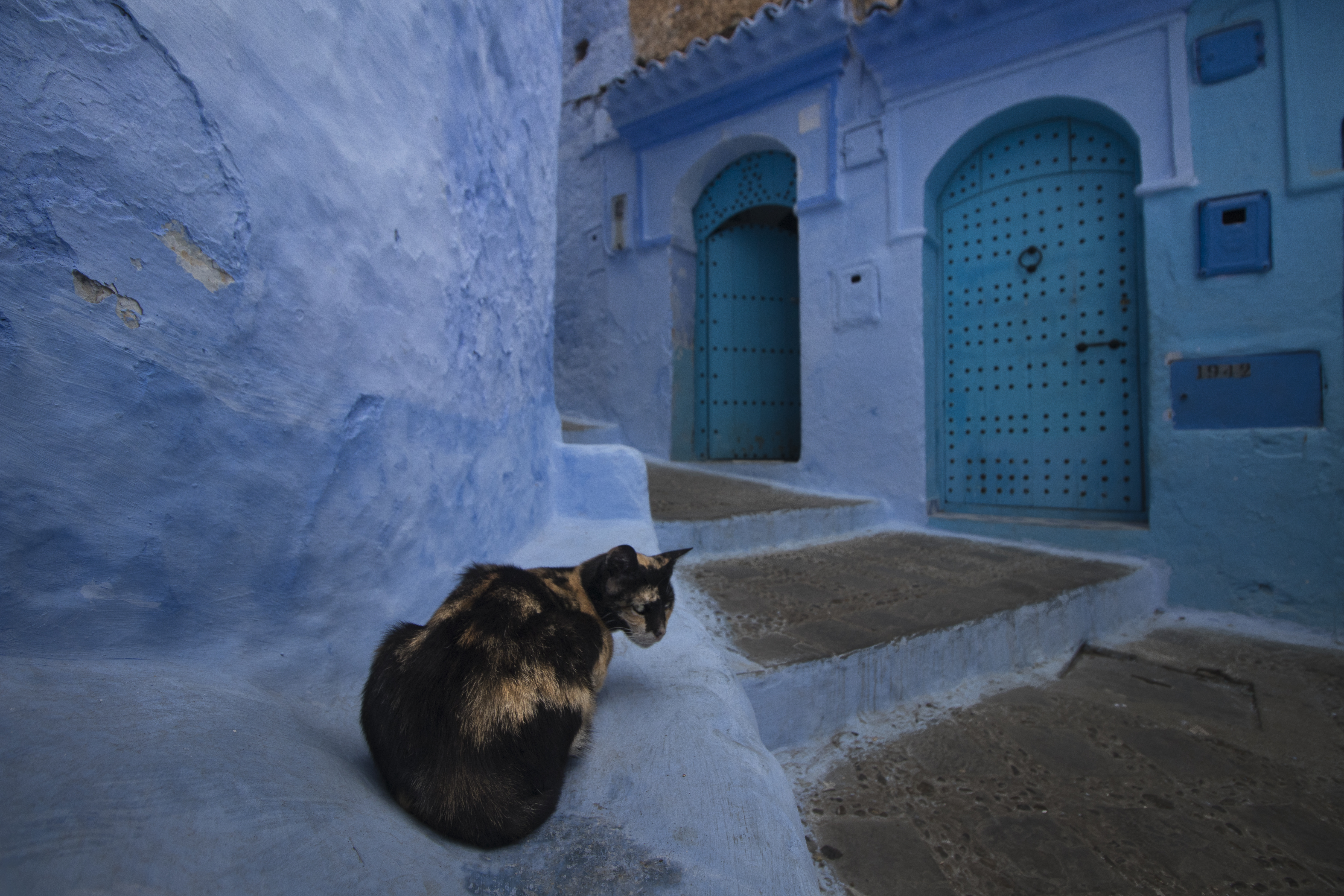
Cats in the city of Chefchaouen
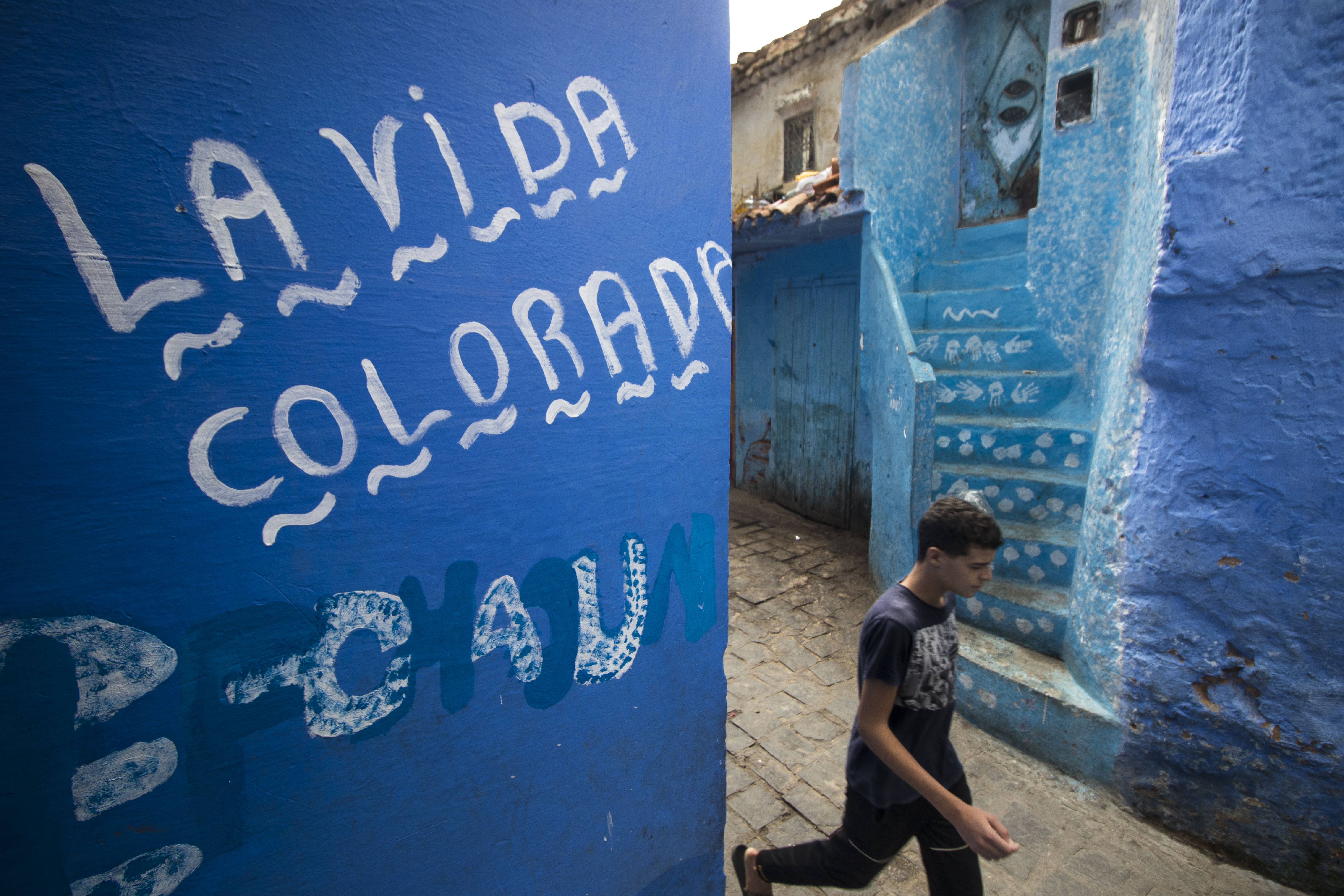
Alley of the city of Chefchaouen
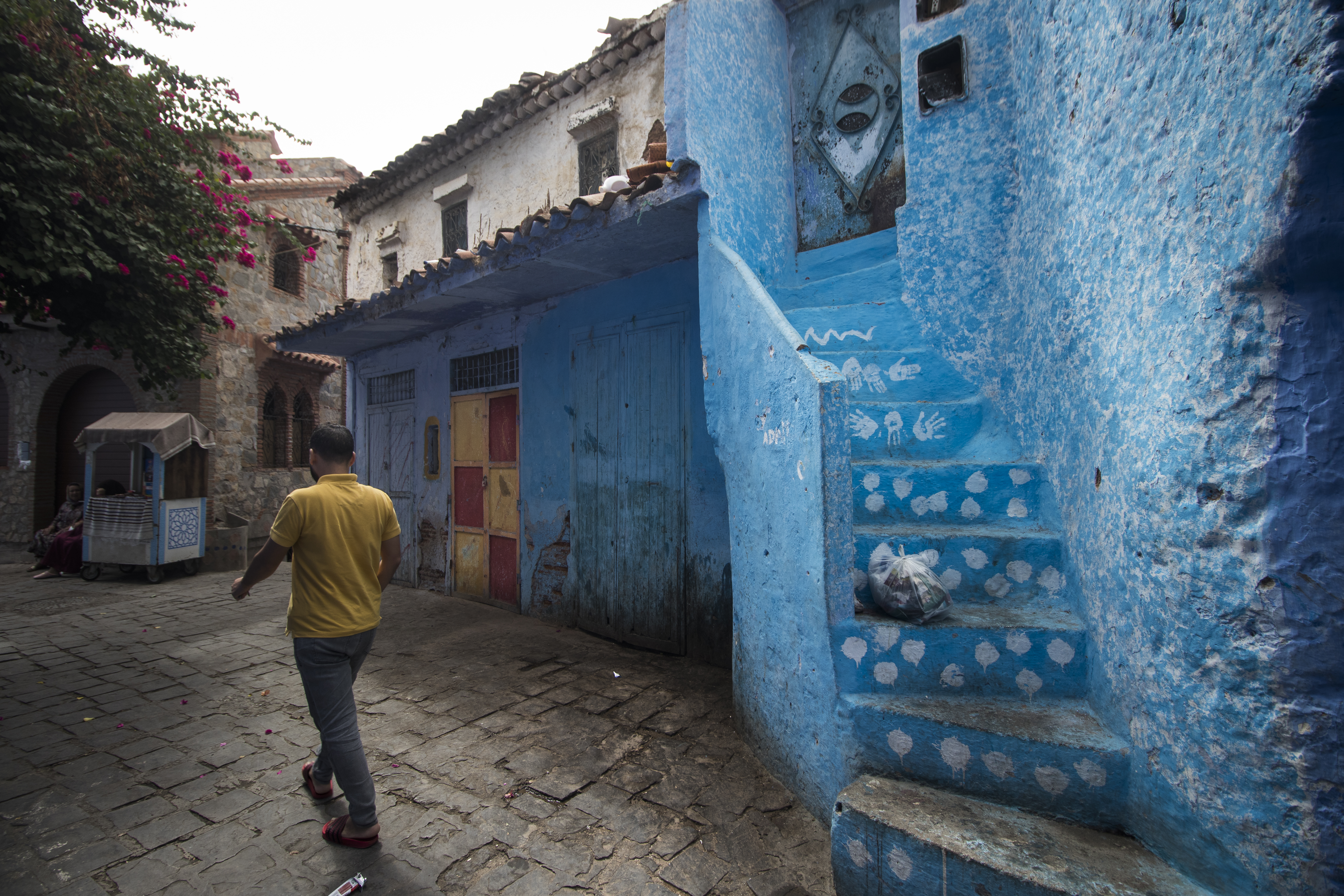
Alley in the city of Chefchaouen
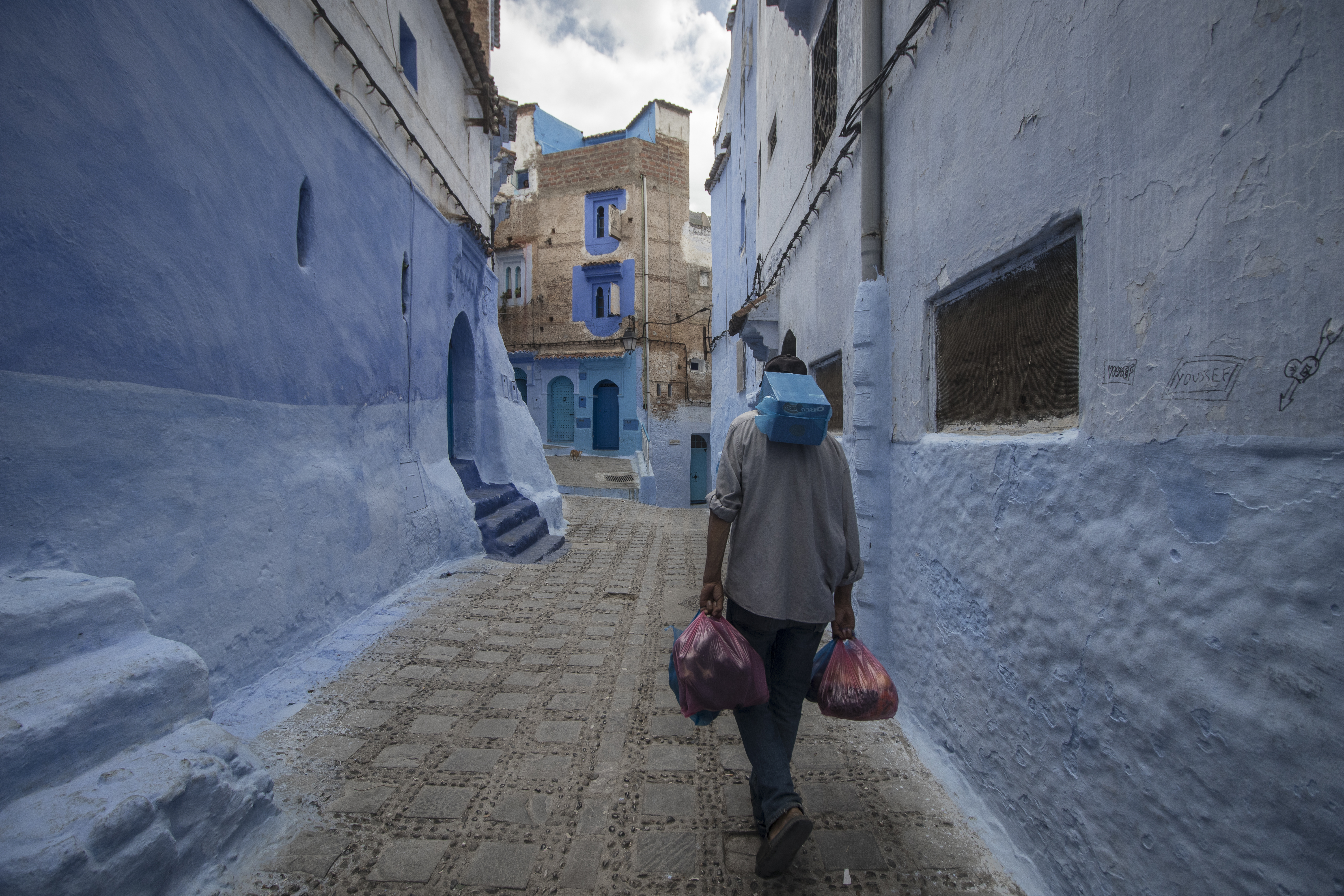
Alley in the city of Chefchaouen